# ラートプラーオ区
ラートプラーオ区（ラートプラーオく、タイ語: เขตลาดพร้าว）は、タイ王国バンコク都の行政区の一つ。
この行政区は、北から順に、バーンケーン区、ブンクム区、バーンカピ区、ワントーンラーン区、チャトゥチャック区の6つの行政区に接している。

## 行政
この行政区は、さらに2つのクウェーンに分けられる。
1. ラートプラーオ ลาดพร้าว（Lat Phrao）
2. チョラケーブア จรเข้บัว（Chorakhe Bua）